# Schefflerodendron
Schefflerodendron é um género botânico pertencente à família Fabaceae.
Contém as seguintes espécies:
- Schefflerodendron usambarense

1. ↑  «Schefflerodendron — World Flora Online». www.worldfloraonline.org. Consultado em 19 de agosto de 2020